# Wahlkreis Nr. 15 (Senat der Republik Polen, 2001–2011)
Der Wahlkreis Nr. 15 (polnisch Okręg wyborczy nr 15) war ein von 2001 bis 2011 bestehender Wahlkreis für die Wahl des Senats der Republik Polen und wurde auf Grundlage der Ordynacja wyborcza do Sejmu Rzeczypospolitej Polskiej i do Senatu Rzeczypospolitej Polskiej (Wahlordnung für den Sejm der Republik Polen und für den Senat der Republik Polen) vom 12. April 2001 (Dz.U. 2001 nr 46 poz. 499) errichtet. Die erste Wahl, die im Wahlkreis stattfand, war die Parlamentswahl am 23. September 2001.
Der Wahlkreis umfasste nach der Anlage Nr. 2 (Załącznik nr 2) der Ordynacja wyborcza do Sejmu Rzeczypospolitej Polskiej i do Senatu Rzeczypospolitej Polskiej in der letzten Bekanntmachung vom 30. Juni 2005 (Dz.U. 2005 nr 140 poz. 1173) die kreisfreie Stadt Płock und die Powiate Ciechanowski, Gostyniński, Mławski, Płocki, Płoński, Przasnyski, Sierpecki, Sochaczewski, Żuromiński und Żyrardowski der Woiwodschaft Masowien (Województwo mazowieckie).
Durch den Wechsel von Mehrpersonenwahlkreisen zu Einpersonenwahlkreisen wurde der Wahlkreis Nr. 15 im Jahr 2011 aufgelöst. Das Gebiet des Wahlkreises entspricht den Wahlkreisen Nr. 38 und Nr. 39 seit 2011.
Der Sitz der Wahlkreiskommission war Płock.

## Wahlkreisvertreter
| WP   | Wahl | Senator (Wahlkomitee) | Senator (Wahlkomitee)                                                     | Senator (Wahlkomitee)                                  | Senator (Wahlkomitee)                                            |
| ---- | ---- | --------------------- | ------------------------------------------------------------------------- | ------------------------------------------------------ | ---------------------------------------------------------------- |
| V.   | 2001 |                       | Zbigniew Paweł Kruszewski (KKW Sojusz Lewicy Demokratycznej – Unia Pracy) |                                                        | Jolanta Popiołek (KKW Sojusz Lewicy Demokratycznej – Unia Pracy) |
| VI.  | 2005 |                       | Janina Fetlińska (KW Prawo i Sprawiedliwość)                              |                                                        | Przemysław Berent (KW Platforma Obywatelska RP)                  |
| VII. | 2007 |                       | Janina Fetlińska (KW Prawo i Sprawiedliwość)                              | Eryk Stanisław Smulewicz (KW Platforma Obywatelska RP) |                                                                  |
| VII. | 2010 |                       | Michał Ludwig Boszko (KW Polskiego Stronnictwa Ludowego)                  | Eryk Stanisław Smulewicz (KW Platforma Obywatelska RP) |                                                                  |

## Wahlergebnisse

### Parlamentswahl 2001
Die Wahl fand am 23. September 2001 statt.
| #  | Kandidat | Kandidat                      | Wahlkomitee                                                              | Stimmen | Prozent |
| -- | -------- | ----------------------------- | ------------------------------------------------------------------------ | ------- | ------- |
| 1  |          | Jan Antonowicz                | KW Polskiego Stronnictwa Ludowego                                        | 48.656  | 18,55 % |
| 2  |          | Jan Aleksander Dworak         | KWW Blok Senat 2001                                                      | 33.684  | 12,84 % |
| 3  |          | Zbigniew Paweł Kruszewski     | KKW Sojusz Lewicy Demokratycznej – Unia Pracy                            | 82.809  | 31,58 % |
| 4  |          | Jolanta Popiołek              | KKW Sojusz Lewicy Demokratycznej – Unia Pracy                            | 78.393  | 29,89 % |
| 5  |          | Adam Krzysztof Struzik        | KW Polskiego Stronnictwa Ludowego                                        | 71.735  | 27,36 % |
| 6  |          | Andrzej Szulc                 | KWW Nezależnego Kandydata na Senatora Ziemi Mazowieckiej Andrzeja Szulca | 24.257  | 9,25 %  |
| 7  |          | Ligia Teresa Urniaż-Grabowska | KWW Blok Senat 2001                                                      | 35.541  | 13,55 % |
| 10 |          | Tadeusz Jan Zalewski          | KW Samoobrona Rzeczpospolitej Polskiej                                   | 52.620  | 20,07 % |

Wahlberechtigte: 649.136 – Wahlbeteiligung: 42,10 % – Quelle: Dz.U. 2001 nr 109 poz. 1187

### Parlamentswahl 2005
Die Wahl fand am 25. September 2005 statt.
| #  | Kandidat | Kandidat                       | Wahlkomitee                            | Stimmen | Prozent |
| -- | -------- | ------------------------------ | -------------------------------------- | ------- | ------- |
| 1  |          | Jan Antonowicz                 | KW Polskiego Stronnictwa Ludowego      | 38.610  | 16,83 % |
| 2  |          | Przemysław Berent              | KW Platforma Obywatelska RP            | 44.908  | 19,57 % |
| 3  |          | Mieczysław Borowy              | KW Sojusz Lewicy Demokratycznej        | 19.564  | 8,53 %  |
| 4  |          | Elżbieta Czeremańska-Gocławska | KWW–Ogólnopolska Koalicja Obywatelska  | 4.907   | 2,14 %  |
| 5  |          | Janina Fetlińska               | KW Prawo i Sprawiedliwość              | 78.559  | 34,24 % |
| 6  |          | Wiesława Filipek               | KW Samoobrona Rzeczpospolitej Polskiej | 37.542  | 16,36 % |
| 7  |          | Krzysztof Waldemar Jankowski   | KW Socjaldemokracji Polskiej           | 10.911  | 4,76 %  |
| 8  |          | Zbigniew Paweł Kruszewski      | KW Sojusz Lewicy Demokratycznej        | 25.363  | 11,06 % |
| 9  |          | Mieczysław Modzelewski         | KW Ruch Obrony Bezrobotnych            | 12.374  | 5,39 %  |
| 10 |          | Grażyna Maria Ogórek           | KW Polskiej Partii Narodowej           | 4.645   | 2,02 %  |
| 11 |          | Jan Wiktor Paszkowski          | KW Partii Demokratycznej–demokraci.pl  | 7.785   | 2,39 %  |
| 12 |          | Halina Krystyna Pędziejewska   | KW Socjaldemokracji Polskiej           | 8.677   | 3,78 %  |
| 13 |          | Wiesław Jan Stańczak           | KW Ruch Patriotyczny                   | 9.978   | 4,35 %  |
| 14 |          | Adam Bernardy Stoliński        | KW Partii Inicjatywa RP                | 3.471   | 1,51 %  |
| 15 |          | Tadeusz Święcki                | KW Samoobrona Rzeczpospolitej Polskiej | 36.403  | 15,87 % |
| 16 |          | Piotr Zgorzelski               | KW Polskiego Stronnictwa Ludowego      | 27.880  | 12,15 % |

Wahlberechtigte: 664.586 – Wahlbeteiligung: 36,01 % – Quelle: Dz.U. 2005 nr 195 poz. 1627

### Parlamentswahl 2007
Die Wahl fand am 21. Oktober 2007 statt.
| # | Kandidat | Kandidat                 | Wahlkomitee                            | Stimmen | Prozent |
| - | -------- | ------------------------ | -------------------------------------- | ------- | ------- |
| 1 |          | Janina Fetlińska         | KW Prawo i Sprawiedliwość              | 103.365 | 33,58 % |
| 2 |          | Arkadiusz Iwaniak        | KKW Lewica i Demokraci SLD+SDPL+PD+UP  | 54.881  | 17,83 % |
| 3 |          | Henryk Kisielewski       | KW Polskiego Stronnictwa Ludowego      | 65.641  | 21,33 % |
| 4 |          | Andrzej Kolasa           | KW Polskiego Stronnictwa Ludowego      | 65.641  | 21,33 % |
| 5 |          | Marek Eryk Martynowski   | KW Prawo i Sprawiedliwość              | 78.169  | 25,40 % |
| 6 |          | Eryk Stanisław Smulewicz | KW Platforma Obywatelska RP            | 98.971  | 32,15 % |
| 7 |          | Zbigniew Wyszyński       | KW Samoobrona Rzeczpospolitej Polskiej | 16.447  | 5,34 %  |

Wahlberechtigte: 668.405 – Wahlbeteiligung: 47,05 % – Quelle: Dz.U. 2007 nr 198 poz. 1439

### Ergänzungswahl 2010
Die Wahl fand am 20. Juni 2010 statt.
| # | Kandidat | Kandidat                     | Wahlkomitee                       | Stimmen | Prozent |
| - | -------- | ---------------------------- | --------------------------------- | ------- | ------- |
| 1 |          | Michał Ludwig Boszko         | KW Polskiego Stronnictwa Ludowego | 132.427 | 42,72 % |
| 2 |          | Tomasz Franciszek Kałużyński | KW Polska Plus                    | 50.111  | 16,17 % |
| 3 |          | Marek Eryk Martynowski       | KW Prawo i Sprawiedliwość         | 127.446 | 41,11 % |

Wahlberechtigte: 674.920 – Wahlbeteiligung: 48,97 % – Quelle: Dz.U. 2010 nr 113 poz. 747